# Serbienfeldzug der Mittelmächte

Karte des Serbienfeldzugs 1915

Der Serbienfeldzug im Ersten Weltkrieg wurde von den Mittelmächten nach zwei Monaten im Herbst 1915 erfolgreich beendet. Ein Jahr zuvor war der Serbienfeldzug 1914 der österreichisch-ungarischen Armee gegen das Königreich Serbien gescheitert.
Am 6. Oktober 1915 begann mit massiver deutscher Hilfe der neue Feldzug, am 14. Oktober griff auch das durch Geheimverhandlungen als Verbündeter gewonnene Zarentum Bulgarien in den Krieg gegen Serbien ein und bedrohte den Gegner von Osten her. Das strategische Kriegsziel der Angreifer war es, die direkte Landverbindung zum verbündeten Osmanischen Reich zu öffnen, Serbien zu besetzen und als Kriegsgegner auszuschalten. Den Serben stand eine erhebliche Übermacht gegenüber, die auch durch die Landung von Entente-Truppen bei Saloniki nicht ausgeglichen werden konnte. Nach dem Fall von Belgrad (9. Oktober) und Niš (5. November) zogen sich die Reste der serbischen Armee in die albanischen und montenegrinischen Berge zurück; sie kam nach ihrer Neuformierung auf Korfu später an der neu entstandenen Front in Makedonien wieder zum Einsatz. Die Fortsetzung des Feldzuges über die Grenze Makedoniens hinweg wurde von der deutschen Heeresleitung unter General von Falkenhayn wegen der griechischen Neutralität Anfang Dezember 1915 untersagt.

## Vorgeschichte
Im Serbienfeldzug von 1914 gelang es den Serben unter Führung von Armeegeneral Radomir Putnik durch eine am 3. Dezember eingeleitete Gegenoffensive an der Kolubara, die österreichisch-ungarische 5. und 6. Armee bis zum 9. Dezember 1914 erfolgreich zurückzuwerfen. Am 15. Dezember mussten die seit der österreichischen Offensive besetzten Gebiete Serbiens und die kurz zuvor eroberte Hauptstadt Belgrad wieder geräumt werden. Der österreichische Oberkommandierende FZM Potiorek wurde noch im Dezember durch Erzherzog Eugen abgelöst. Der Sieg hatte aber auch der serbischen Armee hohe Verluste eingebracht und für das folgende Jahr 1915 weitere Offensivoperationen unmöglich gemacht. Eine Invasion Bosniens oder Ungarns war von den Serben aber auch nicht zu befürchten, so dass die k.u.k. Armee es sich leisten konnte, größere Teile der Balkanarmee an die Ostfront nach Galizien zu verlegen, um die wankende Front in der Karpatenschlacht zu stützen. Der Kriegseintritt Italiens erforderte den Abzug der k.u.k. 5. Armee an die neu entstandene Isonzofront, so dass der an der Balkanfront zurückbleibenden Armeegruppe des Generals der Kavallerie Tersztyánszky aufgrund ihrer geringen Stärke nur mehr ein Sicherungsauftrag erteilt werden konnte.

## Kriegseintritt Bulgariens
Zu Beginn des Weltkrieges hatte sich Bulgarien für neutral erklärt. Sowohl die Mittelmächte wie auch die Entente bemühten sich in der Folgezeit um ein Bündnis mit Bulgarien, das wiederum seine Kriegsbeteiligung vom jeweiligen Angebot abhängig machen konnte. Hierbei waren die Mittelmächte in der besseren Ausgangssituation, da sie den territorialen Interessen Bulgariens auf Kosten Serbiens und gegebenenfalls Rumäniens und Griechenlands leichter entgegenkommen konnten. Den Bulgaren wurde von den Mittelmächten die Angliederung von Makedonien, der Dobrudscha und Ostthrakiens zugesagt, und nach langwierigen Verhandlungen hatten sie sich am 6. September zur Zusammenarbeit mit den Mittelmächten bereit erklärt, die durch einen Angriff auf Serbien auch die Landverbindung zum Osmanischen Reich herstellen sollte. Bulgarien verpflichtete sich, nach dem Beginn des deutsch-österreichischen Angriffs auf Serbien die Verbündeten mit mindestens vier Divisionen zu unterstützen. Ermöglicht wurde dieser Durchbruch durch die türkische Entscheidung, den Bulgaren einige Gebiete an der Mariza abzutreten. Serbien, das Kenntnis von den Verhandlungen der Mittelmächte erlangt hatte, reagierte Anfang September 1915 vorbeugend mit der Verlegung von Truppen an die bulgarische Grenze. Zugleich bat Serbien die Entente um Hilfe gegen die zu erwartende Invasion, da man nicht allein einem kombinierten Angriff der Mittelmächte und Bulgariens standhalten könne. Vorbereitende österreich-ungarische Truppenverlegungen in den Raum Temesvár waren seit Ende August zu beobachten. Am 7. September 1915, einen Tag nach dem endgültigen Abschluss des Vertrages mit Bulgarien, wurde General Tersztyánszky vom geplanten Aufmarsch der Truppen gegen Serbien in Kenntnis gesetzt. Am 22. September machte Bulgarien mobil, was tags darauf zur Mobilmachung Griechenlands führte. Die bulgarische Regierung erklärte beschwichtigend, die Maßnahme diene der Verteidigung der Neutralität des Landes.
Am 2. Oktober legte Ministerpräsident Venizelos förmlich Verwahrung gegenüber der Neutralitätsverletzung der Entente ein, teilte aber am 4. Oktober mit, dass Griechenland seiner Bündnispflicht gegenüber Serbien nachkommen werde. Kaiser Wilhelm II. versuchte seinen ganzen Einfluss gegenüber seinem in Griechenland regierenden Schwager Konstantin geltend zu machen. Er verbürgte sich persönlich dafür, dass kein bulgarischer Soldat griechischen Boden betreten werde. Am 5. Oktober wurde Ministerpräsident Venizelos verabschiedet, die neue Regierung verneinte darauf ein Hilfsangebot für Serbien. Griechenland versicherte, neutral zu bleiben, die Landungen in Saloniki wurden weiterhin toleriert.

## Aufmarsch der Mittelmächte
Als Oberbefehlshaber der gegen das Königreich Serbien aufgebotenen Truppen wurde am 18. September Generalfeldmarschall von Mackensen bestimmt.
Der Heeresgruppe Mackensen wurden für den Serbienfeldzug zunächst die neu aufgestellte 11. Armee unter von Gallwitz und eine österreichisch-ungarische Armee unter Kövess unterstellt, zu denen Mitte Oktober noch die bulgarische 1. Armee hinzukommen sollte.
Generalfeldmarschall von Mackensen traf am 20. September in Temesvár ein. Der Aufmarsch der deutschen 11. Armee ging planmäßig voran, wobei zusätzlich noch die Kommandos des IV. Reserve-Korps und des III. Armee-Korps, der 6. und 107. Infanterie-Division und der 25. Reserve-Division herangezogen wurden. Mittlerweile war auch General der Kavallerie Tersztyánszky durch General der Infanterie von Kövess abgelöst worden. Das Armeekommando der k.u.k. 3. Armee erhielt vorerst außer der am 21. September erlassenen Aufmarschanweisung keine operativen Befehle aus Temesvár.
Mackensen und sein Stabschef Generalmajor von Seeckt verfügten in der ersten Phase über etwa 23 Divisionen (acht deutsche, vier bulgarische und sechs österreichisch-ungarische) mit insgesamt etwa 495.000 Mann und 1.400 Geschützen.
Der k.u.k. 3. Armee wurde unter Sicherung ihrer rechten Flanke die Hauptstoßrichtung gegen die Kolubara auf Kragujevac zugewiesen, während die 11. Armee ins Moravatal vorstoßen würde. Die bulgarische 1. Armee sollte vom Osten her mit ihren Hauptkräften gegen Nisch in den Rücken der Serben vorrücken, während die direkt der bulgarischen Heeresleitung unterstellte 2. Armee im Vardartal vorzugehen hatte, um dem Gegner den möglichen Rückzug nach Süden zu versperren und die Bahnlinie nach Saloniki abzuschneiden.
Bei der k.u.k. 3. Armee erfolgte der Aufmarsch infolge der Rückschläge auf dem russischen Kriegsschauplatz, wo das k.u.k. VI. und das XVII. Korps weiterhin festgehalten wurden, nicht so reibungslos. Dieser Ausfall wurde durch die deutsche Heeresleitung durch vier Divisionen ausgeglichen, wobei das XXII. Reserve-Korps mit der 43., der 44. Reserve-Division und der 26. Infanterie-Division der 3. Armee unterstellt wurden. General der Kavallerie Tersztyánszky ließ gleichzeitig das k.u.k. VIII. Korps mit der 57. und der 59. Infanterie-Truppendivision im Raum von Semlin zusammenziehen, um den Angriff auf die Hauptstadt Belgrad führen zu können. Deshalb wurde das XXII. Reserve-Korps in Richtung Westen verschoben. Nachdem Oberstleutnant Hentsch die OHL informierte, dass die k.u.k. 3. Armee wegen eines hohen Anteils an Landsturmtruppen nur über eine geringe Angriffskraft verfüge, bestand von Mackensen darauf, den Aufmarsch des k.u.k. XIX. Korps ebenfalls in Syrmien und nicht wie geplant in Nordostbosnien anzusetzen. Zusätzlich zog er zu den dort befindlichen drei Landsturmbrigaden (205., 206. Landsturm-Brigade und Brigade Schwarz) auch die k.u.k. 53. Infanterie-Truppeniedivision nach Višegrad.
Am 29. September beschloss das Oberkommando der Heeresgruppe Mackensen, dass der Übergang der 11. Armee zwischen Semendria und Bazias angesetzt werden soll.
Die Heeresgruppe Mackensen verfügte insgesamt über 350 Bataillone und 1.400 Geschütze, die k.u.k. 3. Armee über rund 120.000 Mann und 500 Geschütze. Der Angriffsgruppe gegen Belgrad standen 66 Bataillone und 273 Geschütze zur Verfügung, der an der Drina 202 Bataillone (davon 85 Bataillone Landsturm) und 990 Geschütze.

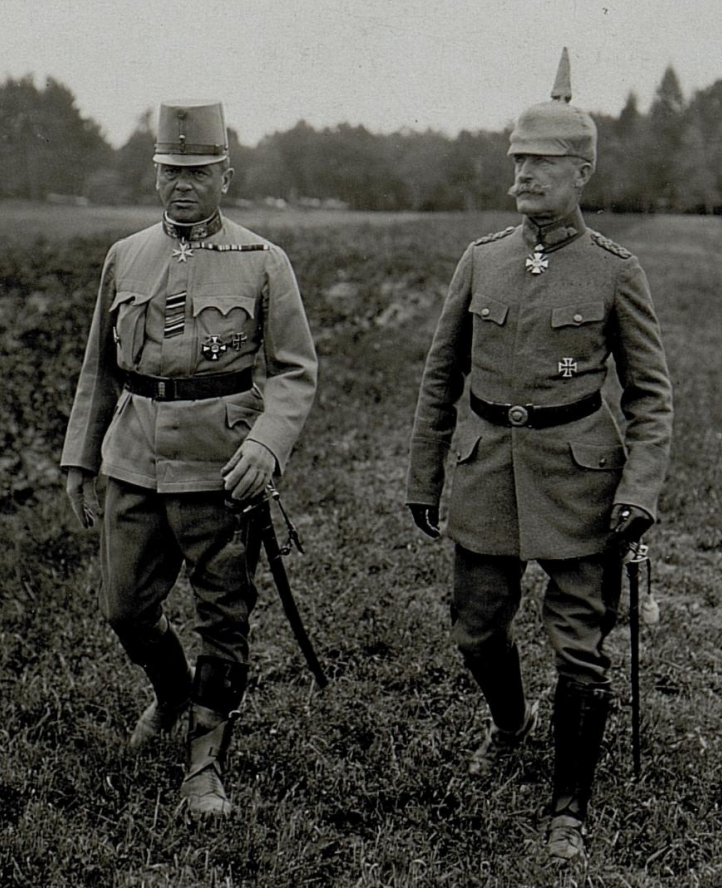
General Kövess (links) hier mit dem deutschen General Georg Fuchs

### Nördlicher Abschnitt

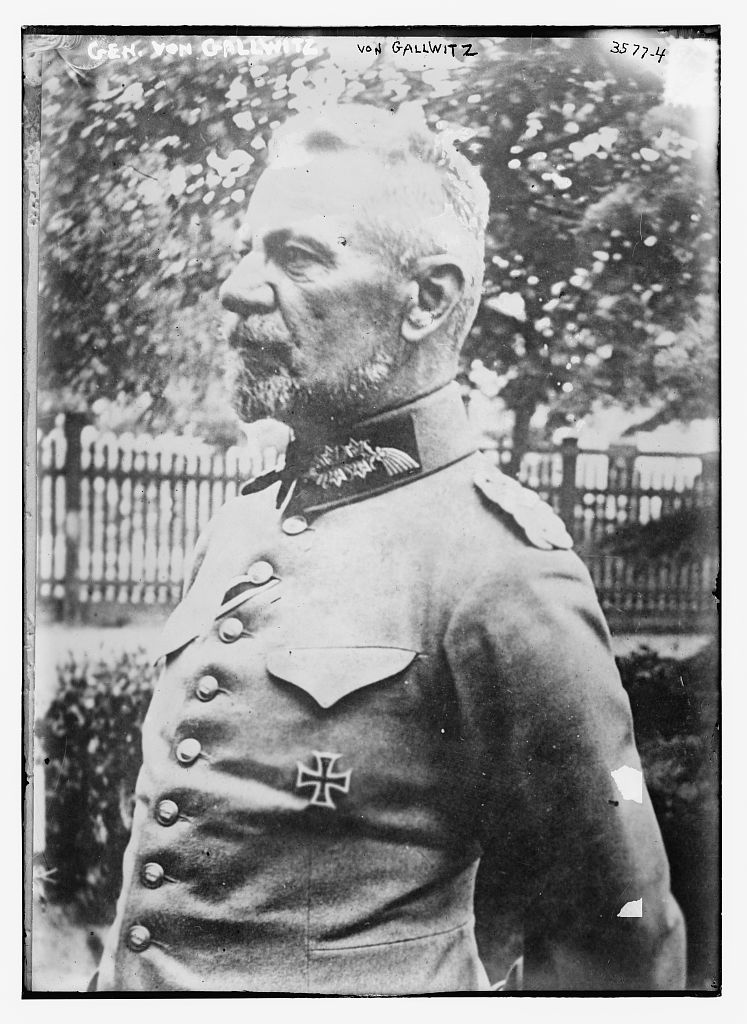
General Max von Gallwitz

Die k.u.k. 3. Armee bildete den rechten Flügel und marschierte im Raum nördlich der Donau zwischen Mitrowitza und Belgrad auf. Die vor Belgrad stehenden Brigaden Mrázek und Haustein wurden dem k.u.k. VIII. Korps unterstellt. Von der Isonzofront zog man die 57. und 59. Infanterie-Truppendivision (k.u.k. VIII. Korpskommando) heran. Dem k.u.k. Armeekommando 3 unterstand zusätzlich auch die Donauflottille mit sechs Monitoren.
VIII. Korps unter Feldzeugmeister von Scheuchenstuel
- 57. Infanterie-Truppendivision (FML Goiginger) (2. und 6. Gebirgs-Brigade)
- 59. Infanterie-Truppendivision (FML Snjaric) (9. und 18. Gebirgs-Brigade)

Deutsches XXII. Reserve-Korps unter General der Kavallerie von Falkenhayn
- 26. Infanterie-Division - Generalleutnant von Urach
- 43. Reserve-Division - Generalmajor von Runckel
- 44. Reserve-Division - Generalleutnant von Dorrer

Die k.u.k. 3. Armee bildete zusammen mit der noch durch zwei weitere Divisionen zu verstärkenden deutschen 11. Armee unter General von Gallwitz die Hauptangriffsmacht der Mittelmächte. Die 11. Armee bildete den linken Flügel und war an der Donau zwischen Pancsova und Ram aufmarschiert.
- Generalkommando III. Armee-Korps (Lochow) mit der 6. Infanterie-Division und der 25. Reserve-Division, gegenüber von Semendria;
- Generalkommando IV. Reserve-Korps (Winckler) mit der 11. bayerischen, 105. und 107. Infanterie-Division, gegenüber und auf der Insel Temessziget;
- Generalkommando X. Reserve-Korps (Kosch) mit der 101. und 103. Infanterie-Division, gegenüber Ram und Veliko Gradište;
- k.u.k. Landsturmtruppen (Grenzschutz Banat), welche bisher den Grenzschutz an der Donau versahen, verschob man als Gruppe FML Fülöpp an den äußersten linken Flügel der 11. Armee zur Sicherung von Veliko Gradište bis Orsova.[3]

Ende Oktober wurde der Armee zusätzlich das deutsche Alpenkorps unter Krafft von Dellmensingen zugeführt.

### Östlicher Abschnitt
Die bulgarische 1. Armee unter General Kliment Bojadschiew marschierte an der bulgarischen Westgrenze östlich des unteren Timok und im Raum Caribrod mit der 4.,6., 8. und 9. Division auf und sollte nach dem Erfolg der Nordgruppe von Osten her ebenfalls den Angriff einleiten und den serbischen Gegner den Rückzug verlegen.

### Westlicher Abschnitt
Die k.u.k. Armeegruppe Sarkotic konzentrierte sich in der ersten Angriffsphase an der Drina und befehligte in der Schlussphase den Angriff an der Westfront gegen Montenegro. Für den Grenzschutz im Nordosten Bosniens war geplant, die 53. Infanterie-Truppendivision sowie die Anfang August in Syrmien neu aufgestellte 206. Landsturm-Brigade mit der Sicherungsgruppe Drina unter Generalmajor Streith zusammenzufassen. Die divisionsstarke Gruppe des FML von Sorsich sowie die Gruppe Streith und die 62. Infanterie-Truppendivision wurde später direkt der 3. Armee unterstellt. Von den südlicher stehenden Grenzschutztruppen des General Sarkotic wurde erwartet, den montenegrinischen Gegner im notwendigen Maße zu binden. Die 206. Landsturm-Infanteriebrigade (Oberst von Szabo) wurde kurz nach Beginn der Operationen durch die vom Isonzo herangezogene 10. Gebirgs-Brigade (Generalmajor von Droffa) ersetzt, die Gruppe Generalmajor Streith ging nach den ersten Angriffen in der Division Sorsich auf, und die Brigaden Haustein und Mrazek wurden dem VIII. Korps angegliedert.
XIX. Korps unter Feldmarschalleutnant Trollmann.
- 53. Infanterie-Truppendivision : Generalmajor Heinrich von Pongrácz, mit der 17., 20. und 21. Landsturm-Gebirgsbrigade
- Gruppe Wilhelm von Reinöhl (205. Landsturm-Brigade)
- Gruppe Szabo (206. Landsturm-Brigade)
- selbständige Landsturm-Brigade unter Generalmajor Karl Schwarz

Gruppe des FML Bela von Sorsich
- Gruppe des Generalmajor Streith
- 62. Infanterie-Truppendivision : Feldmarschalleutnant Franz Kalser von Maasfeld
- Landsturm-Infanteriebrigade unter Generalmajor Heinrich Haustein
- Landsturm-Infanteriebrigade unter Generalmajor August Mrazek

## Aufmarsch der Serben

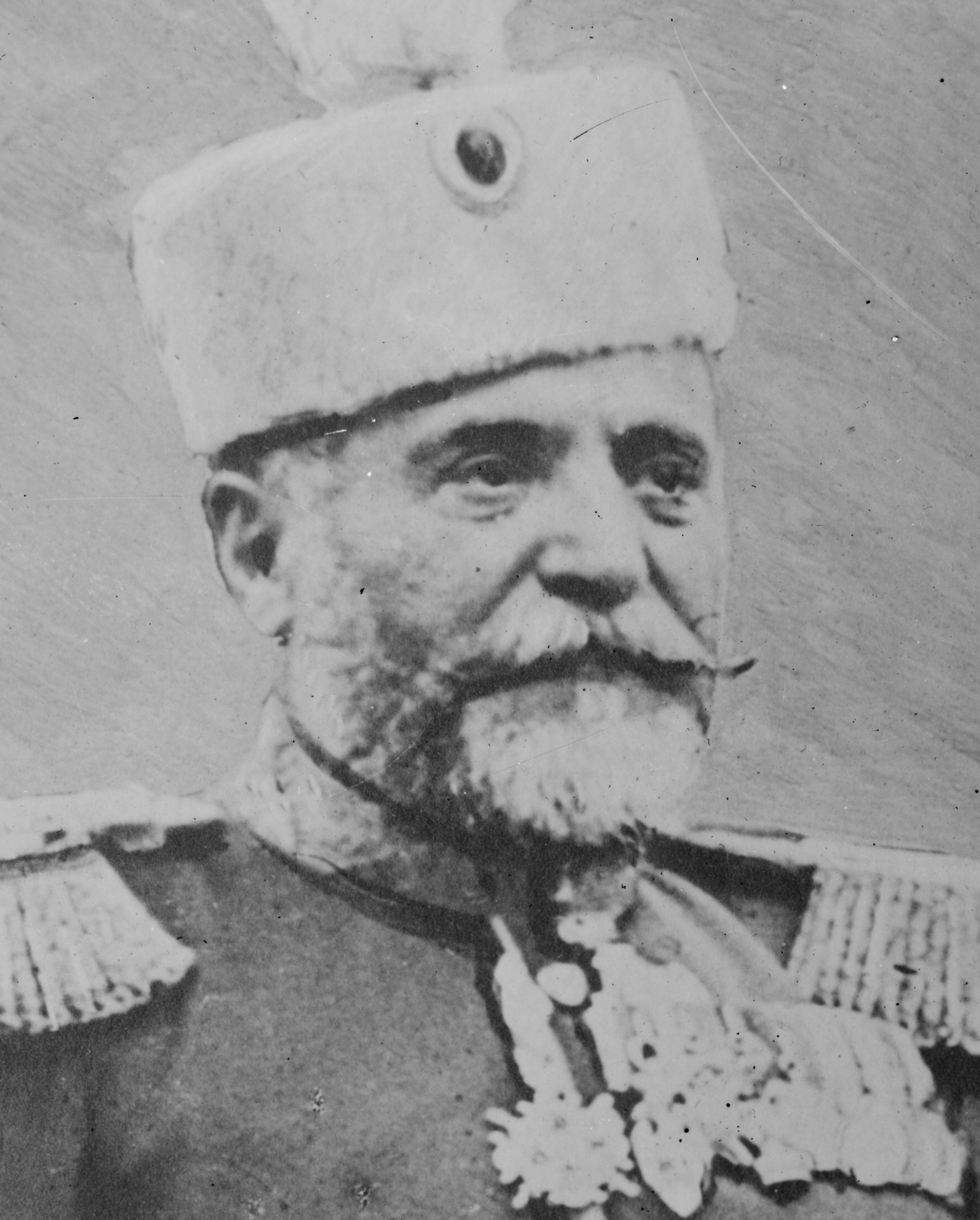
Radomir Putnik

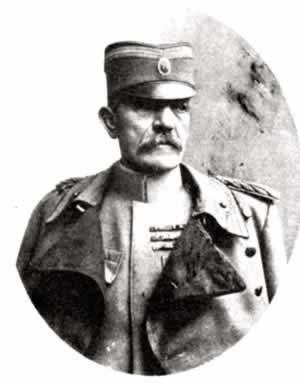
Živojin Mišić

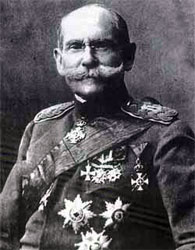
Pavle Jurisic Sturm

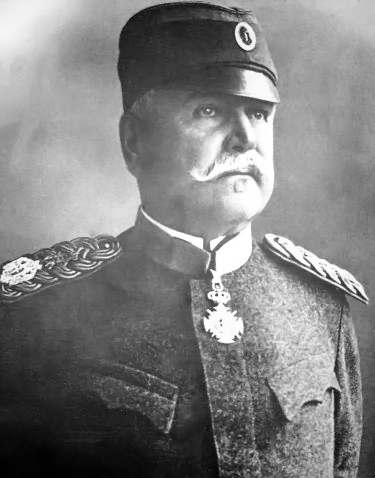
Stepa Stepanovic

Im September 1915 verschob der serbische Generalstab große Teile des Heeres an die Ostgrenze, um eine mögliche Front gegen Bulgarien zu sichern. Zur Monatswende auf Oktober standen im Nordwesten Serbiens am Drina und Save-Abschnitt insgesamt 275 Bataillone und 654 Geschütze, am Donau-Abschnitt 143 Bataillone und 362 Geschütze.

### Nordfront
1. Armee unter dem Oberbefehl von General Živojin Mišić
- Sokolbrigade
- Donau Division II
- Drina Division II
- Morava Division II
- Armeegruppe Usize (General Milos Bozanović)

Armeegruppe Belgrad (General Mihailo Zifković) zwischen Osružnica und Grocka
- 20 Bataillone des dritten Aufgebots und 75 Geschütze auf 50 km Front. Stromabwärts an der Donau von Grocka bis Prahovo standen weitere 24 Bataillone.

3. Armee unter General Pavle Jurišić Šturm
- in weitgespannter Postenkette verteilt, während am Eingang des Moravatales zwei Divisionen zwischen Semendria und Palanka standen:
- Donau Division I
- Drina Division I

### Ostfront
Timok-Armeegruppe (General Illja Gojković) bei Knajaževac, Zaječar und Negotin
- Gruppe Negotin
- Kombinierte Division
- Šumadija Division II

2. Armee unter General Stepa Stepanović marschierte bei Nisch, Pirot und Vranje auf.
- Tumbagruppe
- Morava Division I
- Timok Division I
- Šumadija Division I
- Kavallerie-Division
- Vlasinagruppe

Die Ostgrenze Mazedoniens schützten bei Egri-Palanka im Bregalnica- und Vardartal 31 Bataillone unter General Damnljan Popović, während 13 Bataillone den Nordosten Albaniens zwischen Prizren und Tirana besetzten.
Montenegrinische Armee unter Führung des Generalstabschefs Serdar Janko Vukotic mit vier schwache Armeegruppen.
- Lovćengruppe mit 8000 Mann (General Mitra Martinovic)
- Herzegowinagruppe mit 15000 Mann (General Janko Vukotic)
- Sandžakgruppe mit 6000 Mann (General Luka Gojnic)
- Albaniengruppe mit 6000 Mann (General Radomir Vesevica)

Serbien bemühte sich schon seit Juni 1915, wenigstens die an der oberen Drina stehenden montenegrinischen Armeeteile unterstellt zu bekommen, was aber vom montenegrinischen König Nikola abgelehnt wurde. Nur die südlich von Višegrad stehende montenegrinische Brigade wurde den Serben taktisch unterstellt. Das serbische Heer war in zwei Heeresgruppen zerfallen, wobei ein Teil das Land im Norden und Nordwesten, der andere Teil im Osten zu verteidigen hatte.
Der 1. Armee unter dem Woiwoden Mišič rechnete im Raum Obrenovac - Šabac und am Save-Abschnitt mit dem Hauptangriff der Mittelmächte. Der serbische Generalstab wiegte sich durch die starke natürliche Barriere der Donau in trügerischer Sicherheit, und der Aufmarsch des Gegners an der Moravapforte blieb von Aufklärung bis Anfang Oktober fast gänzlich unentdeckt.
Hingegen schätzte die Heeresleitung die Stärke des Gegners an der Drina und in Syrmien zutreffender ein. Wenige Landsturmbrigaden an der Drina und etwa vier Divisionen der Österreicher wurden in Syrmien festgestellt, die Verstärkung durch starke deutsche Hilfstruppen erwartet.

### Kämpfe um Belgrad

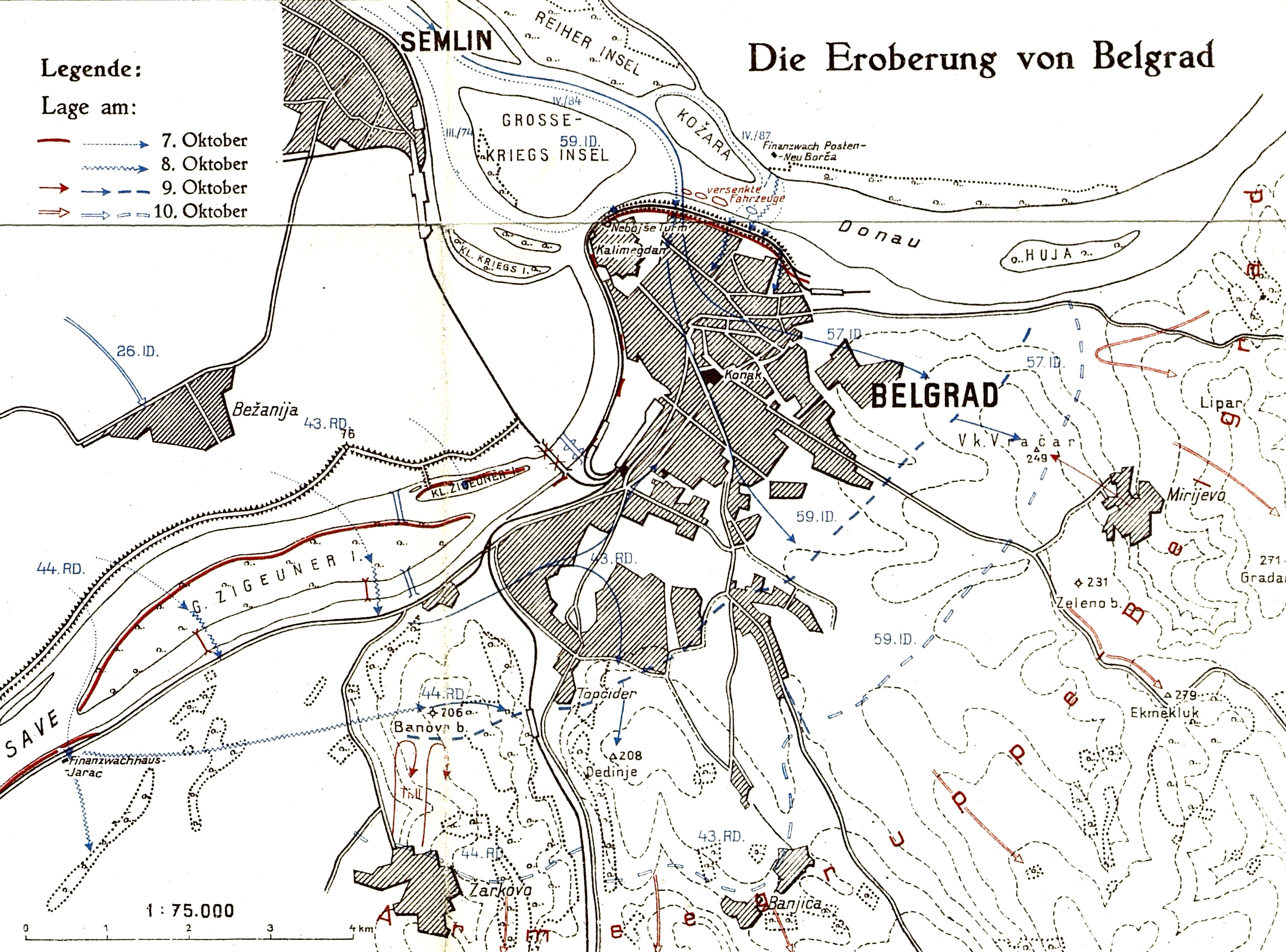
Der Save-Übergang bei Belgrad

## Beginn des Feldzuges

### 6. Oktober
Am 6. Oktober begann der Angriff der Mittelmächte auf Belgrad gegen die serbische Armeegruppe unter General Zifkovic. Während die 3. Armee Belgrad angriff, erzwang die 11. Armee den Donauübergang zwischen Ram und Semendria, und das k.u.k. XIX. Korps begann unter dem Schutz der Monitore den Saveübergang bei Kupinovo. Nach dem planmäßig begonnenen Wirkungsschießen wurde das Geschützfeuer gegen die serbischen Uferstellungen am darauffolgenden Tag gesteigert. Zwischen Orsova und Višegrad begann ein schweres Bombardement mit Schwerpunkt auf Belgrad und Semendria. Trotz des dauernden Feuers auf die gegnerischen Uferwerke wichen die Serben nicht aus den Trümmern ihrer Befestigungen. Das k.u.k. VIII. Korps (57. und 59. Division und Landsturm-Brigade Haustein und Mrazek) marschierte bei Semlin an der Donau auf, die deutsche 26. Division folgte im zweiten Treffen über Prhovo. Die 57. Division folgte dahinter als zweites Treffen aus dem Raum Alt-Banovce nach. Dem k.u.k. VIII. Korps standen insgesamt 70 schwere und mehr als 90 leichte Geschütze zur Verfügung, und auch das rechts anschließende XXII. Reserve-Korps wurde im Vorgehen von 32 schweren und 170 leichten Geschützen unterstützt. Die Überwindung der Stromhindernisse war das Verdienst der k.u.k. Sappeur-Bataillone Nr. 2 (Krems), Nr. 3 (Görz) und Nr. 14 (Trient) sowie der Pionierbataillone Nr. 2 (Linz) und Nr. 3 (Pettau).
Die 53. Division (Gmj. Pongracz) marschierte zwischen Progar und Boljevci auf, am linken Flügel sollte die 205. Landsturm-Brigade bei Boljevci stehen. Der Save-Übergang in die Macva erfolgte hier erst am 8. Oktober. Bei Jarak hingegen gelang der Gruppe Sorsich das Übersetzen unter starkem Feindfeuer bereits am ersten Tag, sie stieß bis an die Dammstraße zwischen Drenovac und Mitrovica vor und errichtete dort einen Brückenkopf. Die Gruppe Streith wurde beim Vorstoß bei Megjazi aufgehalten, die Gruppe Sorsich gelangte dagegen über Save und drang auf die Linie Drenovac - Mitrovitza vor. Das deutsche XXII. Reserve-Korps war zu Beginn der Operation der k.u.k. 3. Armee zugeteilt. Der Donau-Übergang des k.u.k. VIII. Korps (Scheuchenstuel) vollzog sich unweit der alten Festung von Belgrad. Obwohl die Artillerie der österreichischen Donaumonitore die Serben auf Distanz hielten, konnte der schwache Brückenkopf wegen des Ausfalles von mehr als zwei Drittel der verfügbaren Pontons nicht verstärkt werden.
Zu gleicher Zeit konnte auch das deutsche XXII. Reserve-Korps westlich von Belgrad unter starkem Artillerieschutz übersetzen. Durch Maschinengewehrfeuer und Minenwerfer gedeckt, gelang es noch vor Morgengrauen, erste Einheiten auf das Südufer zu verbringen und zehn Kompanien auf der großen Zigeunerinsel anzulanden. Am Nordrand von Belgrad gestaltete sich das Übersetzen der Österreicher schwieriger, da die Artillerie des k.u.k. VIII. Korps nicht ins Kampfgeschehen eingreifen konnte. General von Falkenhayn vollzog südlich davon den entscheidenden Donau-Übergang bei Belgrad über die Große und Kleine Zigeunerinsel. Die 43. Reserve-Division ging bei Surcin und die 44. Reserve-Division bei Karlovic über den Fluss. Die deutschen Truppen erkämpften einen Brückenkopf zwischen Zarkovo-Jajince südwestlich des Slance-Abschnitts. Die Gruppe Sorsich hatte bei Jarak anzugreifen, Generalmajor Streith trat bei Bijeljiva an, und die Masse der 62. Division wurde bei Visegrad zum Übergang über die Drina angesetzt. Das Korps Trollmann vollzog den Übergang an der Save, die 206. Landsturm-Brigade (Gmj. Schwarz) bei Subotiste und Ogar, die 205. Landsturm-Brigade bei Asanja. Aus Bosnien wurde die 53. Division in den Raum Ogar-Platicevo-Tovarnik als Aufmarschlinie befohlen. Unter starkem Infanterie- und Artilleriefeuer begannen bei Orsova am 6. Oktober die geplanten Scheinbewegungen von FML Fülöpp. Währenddessen begann das deutsche X. Reserve-Korps bei Palánk mit dem Donauübergang, den man am nächsten Tag ohne größeren Widerstand des Feindes fortsetzen konnte. Bis zum Abend hatte man die Donau beiderseits von Ram besetzt und bezog Stellung am Orlja-Massiv, wo ein Brückenkopf geschlagen worden war. Trotz der geringen Kampfkraft der Gruppe Kalser wollte das Armeekommando 3 aber auf den gleichzeitigen Übergang der Drina bei Višegrad und den weiteren Vorstoß auf Užice nicht verzichten und fasste dafür erst den 7. Oktober ins Auge.

### 7. Oktober
Am 7. Oktober früh eröffnete die Artillerie der angreifenden deutschen 11. Armee schweres Feuer auf die vorgesehenen Landungsstellen am jenseitigen Flussufer. Das Übersetzen des IV. Reserve-Korps (Gruppe Winckler) vollzog sich über die Temesinsel, das III. Armee-Korps (Gruppe Lochow) ging bei Semendria über den Fluss. Nach der Erzwingung des Donau-Überganges durch das X. Reserve-Korps (Gruppe Kosch) bei Ram (etwa 20 Kilometer nordöstlich Požarevac) kam es zum Vorgehen über die Resava entlang der Morava nach Süden auf Jagodina. Dem IV. Reserve-Korps mit der unterstellten 105. und 107. Infanterie-Division sowie der 213. Brigade (Generalleutnant Heydebreck) gelang am 7. und 8. Oktober zwischen Dunadombo und Kevevara im Zentrum der 11. Armee der Donauübergang bei Kostolac.
Die Entscheidung bei der 3. Armee vor Belgrad brachte der Übergang des deutschen XXII. Reserve-Korps. Die 43. (General Runckel) und 44. Reserve-Division (General Dorrer) konnten währenddessen die Save unter Nutzung der Großen Zigeuner-Insel überschreiten und griffen wirksam vom Südwesten her in den Straßenkampf ein. Die Gruppe des FML Sorsich setzte bei Jarak die Landwehr-Brigaden unter Oberst Ybl und Generalmajor Schiess bei Sasinci und Hrtkovci über die Save und drang auf die Linie Drenovac-Mitrovica vor. Bei Višegrad hätte am gleichen Tage auch die Gruppe des FML Kalser offensiv werden sollen, dies konnte aber wegen Verzögerungen bei der Artillerie und der im Anmarsch befindlichen Verstärkungen noch nicht gewagt werden.
Inzwischen hatte der Großteil des k.u.k. XIX. Korps (Trollmann) zwischen Progar und Boljevici Stellungen am Nordufer der Save bezogen. Man wählte trotz gegenteiliger Weisung als Übergangsstelle Progar und nicht Kupinovo, wo man umfassend die Saveschleife angreifen konnte. Obwohl der Übergang planmäßig voranschritt und man bis zum Nachmittag alle Bataillone und auch die Brigadeartillerie übersetzen konnte, gelang den serbischen Verteidigern die Heranziehung der zweiten Drina-Division aus Obrenovac. Vorerst waren die Truppen der Mittelmächte in der Saveschleife durch den Gegner gebunden, aber immerhin konnte man am 7. Oktober abends eine Brücke über die Save bei Boljevci und in der Nacht auf den 8. eine zweite bei Progar errichten.
In den Morgenstunden des 8. Oktober konnte die Vorhut der 43. Reserve-Division kampflos von Süden nach Belgrad eindringen, der serbische General Živković hatte bereits kurz nach Mitternacht seine Truppen zurückgezogen. Die Residenz der serbischen Könige wurde besetzt, während zeitgleich Abteilungen der k.u.k. 59. Division die Festung von Belgrad einnahmen.

### 8. Oktober
An der mittleren Save und an der Drina konnten die Truppen der Gruppe Kalser den Übergang noch immer nicht meistern. Unter schweren Verlusten durch starkes serbisches Abwehrfeuer mussten am 8. Oktober bereits angelandete Truppen der 62. Division bei Visegrad wieder zurückgezogen werden. Die serbischen Uferstellungen konnten wegen fehlender Artillerieunterstützung nicht genommen werden. Die über die Drina angelandeten Truppen wurden von der zweiten Donau-Division so stark bedrängt, dass sie über den Fluss zurückgenommen werden mussten. FML Kalser wollte für einen weiteren Versuch einen günstigeren Zeitpunkt abwarten.
Die Gruppe des Generalmajor Streith konnte sich nur im östlichen Arm der Drina bei Megjaši behaupten und hielt den dort errichteten Brückenkopf gegen serbische Vorstöße aus dem Raum Badovinci. Die Gruppe Reinöhl (205. Landsturm-Brigade) und die 17. Gebirgs-Brigade erreichten derweil die Linie Obrenovac-Skela und sicherten eine Brücke bei Boljevci. Das bei Semendria über die Donau deutsche III. Armee-Korps setzte die 6. Division an der Nordspitze der Donauinsel nach Kulic über, die 25. Reserve-Division wurde dahinter nachgezogen. Am 8. Oktober baute das X. Reserve-Korps eine Brückenkopfstellung bei Ram aus, das IV. Reserve-Korps setzte über den Strom und erkämpfte den Besitz der Höhe bei Kostolac.

### 9. Oktober
Beim III. Armee-Korps vollzog man am 9. Oktober den Übergang der durch die vorangegangenen heftigen Niederschläge stark angeschwollene Donau. Das Zentrum und der linke Flügel der deutschen 11. Armee erkämpfte die Linie Dubravica – Patka – Klenovierk. Die meisten Pontons lagen stromabwärts direkt im Feuerbereich der serbischen Artillerie und wurden auf die Nordseite der Semendrianer Insel abgetrieben, nur 150 Mann der 25. Reserve-Division konnten die Landung nach Plan durchführen. Nach harten Kämpfen mussten sogar hart bedrängte Truppenteile westlich von Semendria aus der gegnerischen Feuerlinie herausgelöst und rückverbracht werden. Die Masse der 11. Armee drang aber trotz heftigen gegnerischen Widerstandes weiter nach Süden vor. Bis zum Abend des 9. erreichten die Divisionen des IV. Korps die Linie Dubravica – Petka – Klenovik, das X. Reserve-Korps konnte sich im Raum Kličevac – Zatonje behaupten.
Im Abschnitt der k.u.k. 3. Armee gelang der 59. Division die Einnahme der Festung Kalimedgan, und die deutsche 43. Reserve-Division drang kämpfend in den Südteil von Belgrad ein. Die beiden Divisionen des XXII. Reserve-Korps gewannen die Linie Banovo brdo – Topčider. Der 43. Reserve-Division gelang der Vorstoß über Topcider auf die Höhe vor Dedinje, am Abend erreichten Truppen der Schwesterdivision die Linie Zarkovo-Banjica. Die im Drina-Abschnitt angesetzte Gruppe Trollmann war bei Zabrež und Krtinka durch die zweite Drina-Division im harten Ortskampf festgefahren, die Angreifer mussten hier teilweise durch überschwemmtes Sumpfland vorrücken. Dennoch gelang dem XIX. Korps bis zum am 10. Oktober die Erstürmung des Bahnhofes von Zabrež, wobei die Ortschaft selbst noch in serbischer Hand verblieb.

### 10. Oktober
Bei der 11. Armee des Generals von Gallwitz konnte die Gruppe Lochow (Gen. Kdo. III. A.K.) am 10. Oktober seine Südwärtsbewegung zwischen Jezeva und Morava fortsetzen und über die Linie Batovac – Bradarci vordringen. Die Gruppe Kosch (Gen. Kdo. X. R.K.) erstürmte derweil die Anatemahöhe und drang bis zu den Kličevac–Höhen nördlich von Popovac vor. Nach Überschreitung des Jezeva-Abschnittes drangen Teile der Gruppe Lochow weiter vor und nahmen Semendria ein. In hartem Ringen warf die 6. Infanterie-Division des Generals Herhut von Rohden die Serben weiter zurück, wobei sich auch die Einwohner der Gegend am Widerstand gegen die verbündeten Truppen beteiligten.
Im Verlauf des 10. Oktober hatte der serbische General Živković seinen Verbänden vor Belgrad den Rückzug auf die Höhen beiderseits des Slancebaches – Ekmeluk – Höhen bei Jajince – Petlovobrodo – Železnik – Ostružnica befohlen. Die Serben hielten ihre Stellungen noch immer, und die Dedinjehöhe wurde durch gute Artilleriedeckung noch wirksam verteidigt. Nach Heranführung schwerer Geschütze befahl General der Kavallerie von Falkenhayn, den Angriff erst fortzusetzen, wenn ein ausreichender Beschuss am nächsten Morgen gewährleistet wäre. Die Serben räumten nach Bombardement der deutschen Feldgeschütze die Dedinjehöhe, welche sofort besetzt wurde. Nun stieß das XXII. Reserve-Korps sofort dem zurückweichenden Feind nach und erreichte bis zum Abend desselben Tages die Linie Žarkovo – Banjica.
Währenddessen hatte man am westlichen Abschnitt der k.u.k. 3. Armee die Kriegsbrücke über den nördlichen Arm der Save fertiggestellt und begann, die schweren Geschütze nachzuführen. Die 21. Landsturm-Brigade (Gmj. Fischer von See) lag im Brückenkopf von Zabrež im Kampf um den Besitz der Saveschleife. Während der Kämpfe um Progar befahl FML Trollman den Angriff auf den Ort Krtinska fortzuführen. Die 2. Gebirgs-Brigade unter Oberst Panzenböck stürmte auf die Höhen am unteren Slancebach vor, die 6. Gebirgs-Brigade unter General Hellebronth erreichte die dortigen Osthänge. Der serbische Gegenangriff auf die 6. Gebirgs-Brigade (57. Division) kam gegen Mittag des Tages zum Stehen und endete schließlich im Rückzug auf Lipar. Die 59. Division hatte seit ihren ersten Angriffen bereits 1000 Mann im Kampf verloren.

### 11., 12. und 13. Oktober
Am 11. Oktober gewann der nördliche Flügel des VIII. Korps bei Lipar erheblich an Gelände.
Die Höhen am Slancebach wurden gestürmt, und der Ekmeluk konnte vom linken Flügel der 59. Division erstiegen werden. Die deutsche 25. Reserve-Division erzwang den Jezava-Übergang und nahm die Festung Semendria ein, während die 6. Division über Lipar vordrang. Am 11. Oktober stoppte Hochwasser die Angriffstätigkeiten des XIX. Korps, auch die folgenden Tage brachten keine nennenswerten Erfolge. Am Belgrader Brückenkopf ging es nur langsam vorwärts, an der Kubaramündung wurde das XIX. Korps durch versumpftes Gebiet aufgehalten. In der Nacht auf den 13. Oktober warfen Reste der zweiten Drina-Division vorgehende Landsturmeinheiten bei Krtiska auf ihre Ausgangsstellungen zurück.
Am 12. Oktober traf der neuernannte französische General Sarrail in Saloniki ein und bereitete eine Entlastungsoffensive für die Serben in Makedonien vor. Das serbische Hauptquartier in Kragujevac erfuhr über den französischen Militärattaché Oberst Fournier, dass die Franzosen nicht vorhatten, vor ihrem vollständigen Aufmarsch in Saloniki durch das Vardartal vorzugehen.
Der linke Flügel der 6. Infanterie-Division erreichte die Morava bei Brezani, wo auch die bayerische 11. Infanterie-Division des IV. Reserve-Korps in die Kämpfe eingriff. Die 105. Infanterie-Division brach den serbischen Widerstand bei Pozarevac, und die dahinter folgende 107. Infanterie-Division stürmte die serbischen Stellungen bei Bubusinac. Das X. Reserve-Korps drang über Pozarevac auf Popovac durch.
Am 13. Oktober stand die 11. Armee zwischen Semendria und Pozarevac in schwerer frontaler Angriffsschlacht. Der rechte Flügel mit dem III. Armee-Korps blieb stecken, während die Serben erst am 14. Oktober die Höhenstellungen gegenüber dem IV. Reserve-Korps räumten. Am Nordrand der Großen Zigeunerinsel von Belgrad wurde von Pionieren der der k.u.k. 3. Armee eine zweite Kriegsbrücke gebaut, um den Nachschub zu sichern.

## Eingreifen der Bulgaren ab 14. Oktober

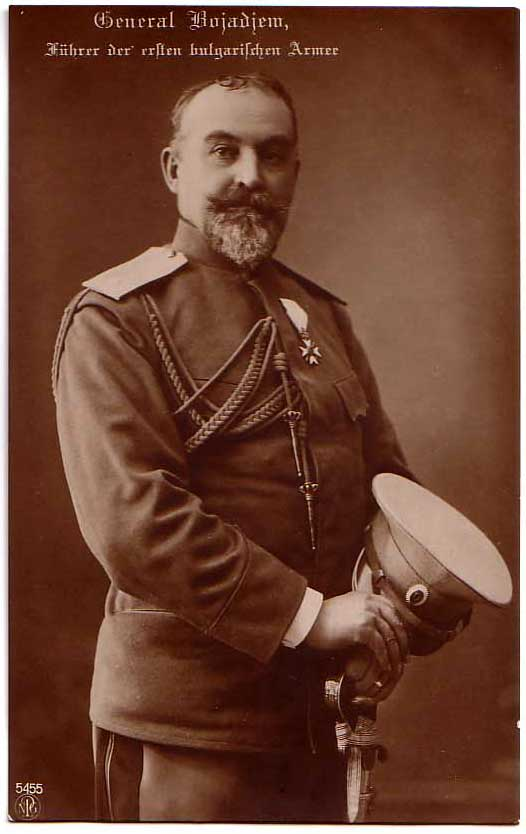
General Kliment Bojadschiew

Verstärkung erhielten die Mittelmächte am 14. Oktober 1915 durch den Kriegseintritt Bulgariens. Die bulgarische 1. Armee unter General Kliment Bojadschiew wurde der Heeresgruppe Mackensen unterstellt. Im Süden drang die bulgarische 2. Armee unter General Georgi Todorow durch das Vardartal nach Süden vor, um die Eisenbahnlinie nach Saloniki abzuschneiden. Die zweite Sumadja-Division der serbischen 2. Armee übernahm die Verteidigung des Timok-Abschnittes.
Am 15. Oktober erzwang die bulgarische 1. Armee den Timokübergang bei Knjaževac und südöstlich von Pirot. Erst am 16. Oktober wurde der Timok bei Negotin überschritten. Die bulgarische 6. Division stieß östlich der Forts bei Zaječar auf starken Widerstand der serbischen Kombinierten Division. In Mazedonien erzielte die bulgarische 2. Armee große Geländegewinne und durchbrach die schwachen serbischen Sicherungslinien bei Vranje. Die bulgarische 3. Division besetzte Kriva Palanka, die 7. Division drang über die Grenzgebirge in das Bregalnica-Tal und erreichte am 16. Oktober Pehcevo. Die bulgarische Kavallerie-Division, die sich bei Küstendil versammelte, stieß hinter der 7. Division durch das Vardartal bis Veles nach. Die bulgarische 1. Division nahm Pirot, die 6. Division drang in Zaječar ein, und eine Nebengruppe der Bulgaren wurde auf Negotin angesetzt. Die bulgarische 8. und 9. Division drang über Knjaževac gegen Niš vor.
Die serbische 1. Armee hatte ihre Truppen über die Kolubara auf Aranđelovac zurückgezogen. Die serbische Armeegruppe Užice hatte zur Deckung des Rückzuges der westlichen Truppenteile weiterhin im Raum Višegrad standgehalten. General Zivkovic hatte die Masse seiner Belgrader Armeegruppe auf das östliche Moravaufer in Richtung Natalinci zurückgenommen. Am linken Flügel der Belgrader Verteidiger hielt die zweite Morava-Division zur Deckung noch bei Železnik aus. General Živković musste diese Division aber sofort an die fast ungesicherte serbische Ostfront im Raum Niš abgeben.
Die k.u.k. 3. Armee (Kövess) begann mit der 9. Gebirgs-Brigade den Angriff gegen das von den Serben neu eingenommene Avala-Plateau. Die nachgezogene deutsche 26. Division nahm Železnik ein, und die 44. Reserve-Division bemächtigte sich der Höhen von Petlovo brdo und Rusanj. Die 43. Reserve-Division gewann am Vormittag Pinsavac und drang in den Nordteil von Jajince ein. Die 18. Gebirgs-Brigade rückte über Ekmekluk nach Südosten vor, die 57. Division wurde dagegen durch serbisches Artilleriefeuer auf der südlichen Höhe des Slancetales festgehalten. Die 43. und 44. Reserve-Division stießen beide über Petrov und Urcin vor. Die Linie Avalahöhe östlich Ripanj bildete die Korpsgrenze zwischen dem deutschen XXXII. Reserve-Korps und dem k.u.k. VIII. Korps. Der Angriff der 59. Division gegen die Avalastellung wurde durch die aufgeweichten Wege behindert, und die 9. Gebirgs-Brigade drang am Nordhang dieser Stellung vor. Die 26. Division sicherte die rechte Flanke des XIX. Korps, am linken Flügel des VIII. Korps wurde die k.u.k. 57. Division nachgezogen. An der Savefront begann die Gruppe Reinöhl (20. und 205. Landsturm-Brigade) den Fluss bei Surčin zu forcieren, bei Pancsova wurde das angesammelte Brückenmaterial nachgeführt.
Der Westflügel der serbischen Belgrader Armeegruppe – die zweite Morava-Division – wurde am 16. Oktober zur Verstärkung des von den Bulgaren bedrängten Timok-Abschnittes nach Osten verlegt. In der Krajina wurden von den Serben nur zwei Bataillone und eine halbe Batterie zurückgelassen, die Negotin-Gruppe wurde aufgelöst und deckte den Rückzug nach Tekija. Die südliche Moravagruppe versuchte sich derweil im Raum Vranje gegen die vordringenden Bulgaren freizukämpfen, um die bedrohte Bahnlinie nach Saloniki zu schützen. Die bei Badovinci abgeriegelte Gruppe Streith musste die errichtete Kriegsbrücke über die Drina wegen Hochwasser wieder abbrechen. Der Honved-Brigade des Generalmajor Hrozny gelang die Erstürmung der Avalastellung. Die 57. Division versuchte mit der 2. und 15. Gebirgs-Brigade auf den östlichen Flügel dieser Höhenstellung in Richtung auf Grocka vorzudringen, die 2. Gebirgs-Brigade traf bei Ritopek nur noch auf schwachen Widerstand. General Goiginger schob im Abschnitt seiner 59. Division bei Lestani die 6. Gebirgs-Brigade zur Verstärkung seiner Angriffstruppen nach.

## Zweite Phase des Feldzuges

### Verfolgung beiderseits der Morava
Am 17. Oktober folgte der Rückzugsbefehl der serbischen 1. Armee von der Avalalinie. General Misic befahl die in der Macva noch haltende Obrenovac–Gruppe (Don-Div. II und Drina-Div. II) über die Kolubara nach Lazarevac. Zur Sicherung des Rückzuges hatte die zweite Drina Division an der Beljanica auszuhalten, bei der Užice-Gruppe hielt die Sokalbrigade westlich von Valjevo stand. Die deutsche 11. Armee drang an die Ralja vor, der östliche Flügel der Serben hielt an der Donaulinie noch vor Grocka stand, wo jetzt auch die k.u.k. Brigade Haustein angesetzt wurde.
Am 18. Oktober folgte der Vorstoß der deutschen 11. Armee auf den Kosmaj und an die Jasenica. Die bulgarische 8. Division konnte den angeschwollenen Timok nördlich Knjazevac überschreiten, die bulgarische 9. Division stand südlich Kamenica, die 1. Division kämpfte östlich von Pirot im Raum Leskovac, und die bulgarische 3. Division nahm die serbischen Höhenstellungen bei Kriva Palanka ein.
Gleichzeitig konnte das k.u.k. VIII. Korps den Zigeunerberg südlich von Grocka erstürmen und nahm sofort Verbindung mit den bereits beiderseits der Morava vorrückenden deutschen Truppenteilen auf. Mit tatkräftiger Unterstützung der Donauflottille gelang es schließlich am 18. Oktober, die Höhen bei Grocka zu nehmen.

### Weitere Lage am westlichen Abschnitt
Am 19. Oktober erfolgte der serbische Rückzugsbefehl für die noch an der oberen Drina haltende Armeegruppe Užice und die bei Valjevo haltende Sokol-Brigade. Die Division Sorsich und die Brigade Streith vereinigen sich vor Šabac, die Verbindung zwischen den beiden inneren Armeeflügeln war hergestellt und das Donauufer von Belgrad bis Bazias unter Kontrolle gebracht.
Die 53. Division erreichte mit der 20. und 21. Landsturm-Brigade die Höhen südlich von Obrenovac, und die 21. Landsturm-Brigade stand vor der Stadt.
Die Gruppe Sorsich verlor bei den Kämpfen um Drenovac 760, die Gruppe Streith bei Badovinci 600 Mann.
Die k.u.k. Einheiten in der Save-Schleife waren durch Cholera und Ruhr dezimiert, erst am 17. Oktober konnte der Vormarsch nach dem serbischen Rückzugsbefehl aufgenommen werden. Das XIX. Korps (Trollmann) nahm den Ort Vranic mit der 53. Division und trat mit dem rechten Flügel des XXXII. Reserve-Korps in Verbindung. Bei Progar blieb die k.u.k. Brigade Schwarz zur Sicherung der Saveübergäng zurück. Das deutsche III. Armee-Korps erzwang den Ralja-Übergang bei Kolari, das IV. und X. Reserve-Korps kämpften um die Linie Poljana-Kula. Nachdem in der Nacht auf den 19. Oktober Obrenovac in die Hände der 21. Gebirgs-Brigade fiel, war ein militärisches Zwischenziel erreicht. General der Infanterie von Kövess, der am 18. sein Hauptquartier nach Belgrad vorverlegte, wies seine 3. Armee zu schnellem Vormarsch an.
Am 20. Oktober gelang die Einnahme von Šabac, dieser Erfolg bildete den Abschluss der Eroberung der Mačva. Die deutsche 26. Division gelangte südlich von Lisovic in den Rücken der zweiten serbischen Timok-Division. Die 44. und 43. Reserve-Division vertrieb die serbische Nachhuten aus Parcani, die k.u.k. 53. Division ging über die Tomnava auf die Kolubara vor, die Brigade Schwarz rückte auf Obrenovac vor. Der rechte Flügel der 3. Armee erreichte Lazarevac, das Zentrum stand vor Arangjelovac, und der linke Flügel erreichte den Raum 10 km nördlich von Petrovac. Die 11. Armee verlegte ihr Hauptquartier nach Kragujevac.
Am 21. Oktober entriss das XXII. Reserve-Korps der serbischen Timok-Division die Hauptstellungen und drang auf die Linie Sibnica – Arapovac vor. Das k.u.k. VIII. Korps wurde auf den Höhen östlich von Kosmaj bis Dubona von serbischen Truppen festgehalten, links davon konnte das deutsche 25. Reserve-Korps bis Azanja vordringen und das Dorf Selevac besetzen. Bei Visegrad gelang es der k.u.k. Armeegruppe Sarkotic mit der neu zusammengestellten k.u.k. 62. Division (FML Kalser) endlich bei Rogatica über die Drina zu gehen.
Im Südosten des serbischen Kriegsschauplatzes bemühte sich die bulgarische 1. Armee, die Serben aus dem Timoktal und von Pirot zurückzudrängen, während die bulgarische 2. Armee bereits die Linie Vranje–Kumanovo und Skoplje erreicht hatte und ihre Kavalleriedivision bei Veles stand. Bis zum 22. Oktober konnte die Bahnlinien bei Valjevo und Veles unterbrochen werden, welche die wichtigste Versorgungslinie der in Mittelserbien stehenden Kräfte bildete.
Am 22. Oktober war die 3. Armee mit ihrem rechten Flügel auf Lazarevac herangerückt, die Mitte stand 15 Kilometer vor Arangjelovac und der linke Flügel etwa 10 km nördlich von Kovačevac. Während die deutsche 11. Armee unter General Gallwitz mit ihrem rechten Flügel schon vor Palanka kämpfte, befand sich ihr linker Flügel ungefähr 10 km nördlich von Petrovac.
Am 23. Oktober vollzogen die Mittelmächte an drei verschiedenen Stellen den Übergang bei Orsova über die reißende breite Donau und brachten nach wenigen Stunden das serbische Ufer unter Kontrolle. Am 25. Oktober zog österreichisch-ungarische Kavallerie in das von den Serben fast kampflos geräumte Valjevo ein.

### An der griechischen Grenze
Im Zusammenhang mit der griechischen Mobilmachung vom 23. September richtete der Premierminister Venizelos einen Appell an die Alliierten, seinem Land zu Hilfe zu kommen. Griechenland war gemäß dem Bündnisvertrag mit Serbien von 1913 im Fall eines Angriffs zum Beistand verpflichtet. Die französische Regierung reagierte umgehend zustimmend, und auch die britische Regierung sagte die Entsendung einer Einheit zu.
Am 12. Oktober landete General Sarrail in Saloniki und übernahm das Kommando über die Armée d’Orient. Seine vordringliche Aufgabe war es, die Bahnlinie von Saloniki nach Skoplje gegen einen bulgarischen Angriff abzuschirmen. Aufgrund der geringen Stärke seiner Kräfte zu diesem Zeitpunkt entschied er, seine Truppen vorerst nur bis Krivolak in der Region Tikveš vorrücken zu lassen. Der Hauptteil seiner Kräfte (156. Division) sollte das Gebiet Valandovo und die Schlucht von Demir Kapija verteidigen. Um gegen die Südflanke der Bulgaren zu operieren, wurden zunächst 35.000 Franzosen und 15.000 Engländer in Saloniki gelandet. Die bereits vollständig gelandete britische 10. Division hatte vorläufig Befehl, wegen der Neutralität die griechische Grenze nicht zu überschreiten. Bulgarische Kavallerieaufklärung, die bei Štip nach Süden vordrang, meldete die Spitzen der französischen 57. Division im Anmarsch auf Krivolak. Nachdem sich die Truppen der Orientarmee mit etwa 50.000 Mann auf eine Frontlinie von 70 km verteilt hatten, begann sich bereits ein Versorgungsproblem abzuzeichnen. Inzwischen hatten auch die Briten eine ihrer Divisionen, die 10. "Irish" Division unter Bryan Mahon, von Gallipoli nachgezogen.
Am 22. Oktober stand die bulgarische 3. Division bei Vranje und Skoplje, eine Brigade rückte gegen Bujanovec vor, und die 7. Division stand an der Strumica. Die französische 57. Division stieß auf Krivoletz vor, am rechten Flügel deckte sie dabei die britische 10. Division in Richtung auf Doiran. Um den Rückzug der Serben auf Skoplje zu unterbinden, hatte Truppen des Generals Todorow (bulgarische 2. Armee) inzwischen den zügigen Vormarsch in Richtung Westen fortgesetzt, während die 3. Division bis zum 28. Oktober Kumanovo und Skoplje besetzte und die 7. Division Veles erreichte. Bulgarische Truppenteile trafen bei Gjevgjeli auf die französische 156. Division, welche durch das Vardartal nach Norden vorgegangen war. Dahinter marschierten zum Schutze der eigenen Landesgrenzen drei griechische Korps (III., I. und IV. Korps) auf. Als am 1. November 1915 eine vorausgeschickte Nachrichtenabteilung um 8 Uhr morgens nach Kragujevac eindrang und eine schwarzgelbe Fahne gehisst wurde, kam es fast zu einer Auseinandersetzung zwischen den Verbündeten. Ein Aufeinandertreffen der Bulgaren mit den Truppen der Entente stand unmittelbar bevor.

### Die Operationen Ende Oktober
Als General von Kövess am 27. Oktober seine Hauptstreitkräfte gegen das Rudnikgebirge in
Marsch setzten ließ, hatten nach viertägiger Pause wieder heftige Regenfälle eingesetzt. Auch kleine Wasserläufe waren nun zu beträchtlichen Hindernissen für die Truppe geworden, während auf den tief aufgeweichten Straßen und Wegen Geschütze, Munitions- und Verpflegungswagen im Schlamm stecken blieben. Die Armeen Kövess und Gallwitz begannen nun von Norden her mit einem konzentrischen Vormarsch auf Kragujevac. Das Vordringen der 3. und 11. Armee von Norden her zwang die Serben ab dem 27. Oktober mit dem Rückzug ihrer aufgerollten Ostfront. Am nördlichen Flügel der bulgarischen 1. Division konnten die Bulgaren den serbischen Widerstand bei Negotin trotzdem nicht sofort brechen, um die geplante Vereinigung mit der k.u.k. Orsova-Gruppe unter FML Fulüpp herzustellen. Der serbische Rückzug ermöglichte dann der bulgarischen Gruppe des Generals Ribarow die Einnahme von Zajecar und Pirot und das Nachrücken der 1. Armee auf die Linie Paracin-Nisch-Leskovac.
Die Umfassung der serbischen Armee durch das westliche Moravatal gewann immer mehr an Bedeutung. So rückte das XIX. Korps am 29. Oktober weiter vor, obwohl sich die Versorgungslage zusehends verschärft hatte und die Truppe ohne ausreichenden Nachschub war. Die bulgarische 1. Armee rückte von Osten her in Richtung Paraćin und Niš vor, während die bulgarische 2. Armee eine Riegelstellung im südlichen Moravatal zwischen der serbischen Armee und den Ententetruppen bezog, um deren Vereinigung unmöglich zu machen.
Am 28. Oktober durchbrach der Angriff der deutschen 11. Armee die serbische Stellung zwischen Golobok – Alexsandrovac – Orljevo und brachte die Höhen nordwestlich von Polanka in deutsche Hand. Die serbische Kavallerie-Division und die zweite Sumadja-Division wichen über den Jasenice zurück. Das XXII. Reserve-Korps drang weiter auf Sibnica vor. General Zivkovic musste die Kosmaj-Stellung aufgeben und auf Kubrsnica zurückgehen. Die serbische 1. Armee (zweite Drina und zweite Donau-Division) zog ihr Gros auf Arangjelovac an den Jasenica zurück, wo eine Auffangstellung errichtet wurde. Am rechten Flügel des XXII. Reserve-Korps (26. und 44. Reserve-Division) ging die serbische Sokol-Brigade von Rudnik auf Gornji Milanovac zurück.
Am 29. Oktober erreichte das k.u.k. XIX. Korps (Trollmann) mit der 19. Gebirgs-Brigade Planinica, dahinter folgte die 205. Landsturm-Brigade. Die 17. Gebirgs-Brigade der k.u.k. 53. Division gelangte im Kampf mit der die serbische Nachhut bildenden Sokol-Brigade nach Banjani. Am rechten Flügel des XIX. Korps erreichte derweil die 10. Gebirgs-Brigade die Gegend vor Teocin, die 20. Landsturm-Brigade warf die serbische Nachhut nach Gornji Milanovac zurück.
Die 43. Reserve-Division bemächtigte sich im Kampf mit der der zweiten Drina-Division der Höhen östlich des Rudnik-Passes. Das k.u.k. VIII. Korps drängte die Serben an der oberen Roca zurück, starke serbische Gegenstöße warfen den rechten Flügel der 59. Division zurück, und die 57. Division befand sich im Vordringen auf Kragujevac. Das IV. Reserve-Korps ging mit der 105. Division bei Markovac über die Morava, das X. Reserve-Kporps rückte bis auf die Höhen von Troponje vor, und ihr linker Flügel erreichte die Resava bei Subotica.
Am 30. Oktober drängte der rechte Flügel der deutschen 11. Armee den Gegner beiderseits der Lepenica auf die Hauptstellung von Kragujevac zurück. Das X. Reserve-Korps drängte zwischen Morava und Resova nach Süden vor, die Gruppe Sorsich deckte den rechten Flügel der 3. Armee bei Posega und stellte die Verbindung zur 62. Division östlich von Visegrad her. Am 31. Oktober brach der serbische Widerstand am Moravaufer zusammen, am 1. November zog die 25. Reserve-Division in Kragujevac ein. Die seit dem 29. Oktober beginnenden Kämpfe um Kragujevac wurden am 1. November beendet.
Seit dem 30. Oktober griff auch das eintreffende deutsche Alpenkorps in die Kämpfe ein, überschritt bei Gradište die Donau und folgte dem Tal der südwestlichen Morawa, dem auf dem Kara-Dagh entspringende Hauptstrom Serbiens. Die Gruppe Below ging weiter östlich bei Orsova über die Donau und rückte in Richtung Krusevac. Über Pozarevac wurde bis 4. November Kragujevac und am 6. November Kraljevo erreicht. Den Serben war aber bereits südlich davon der Rückzug über das Gebirge gelungen. Am 5. November 1915 war das strategische Ziel der deutschen Heeresleitung, eine Öffnung des Donauwegs und die Herstellung einer Landverbindung mit der Türkei, erreicht und damit der Nachschub an Munition und Waffen ins Osmanische Reich gewährleistet.

### Verfolgungskämpfe im Kosovo

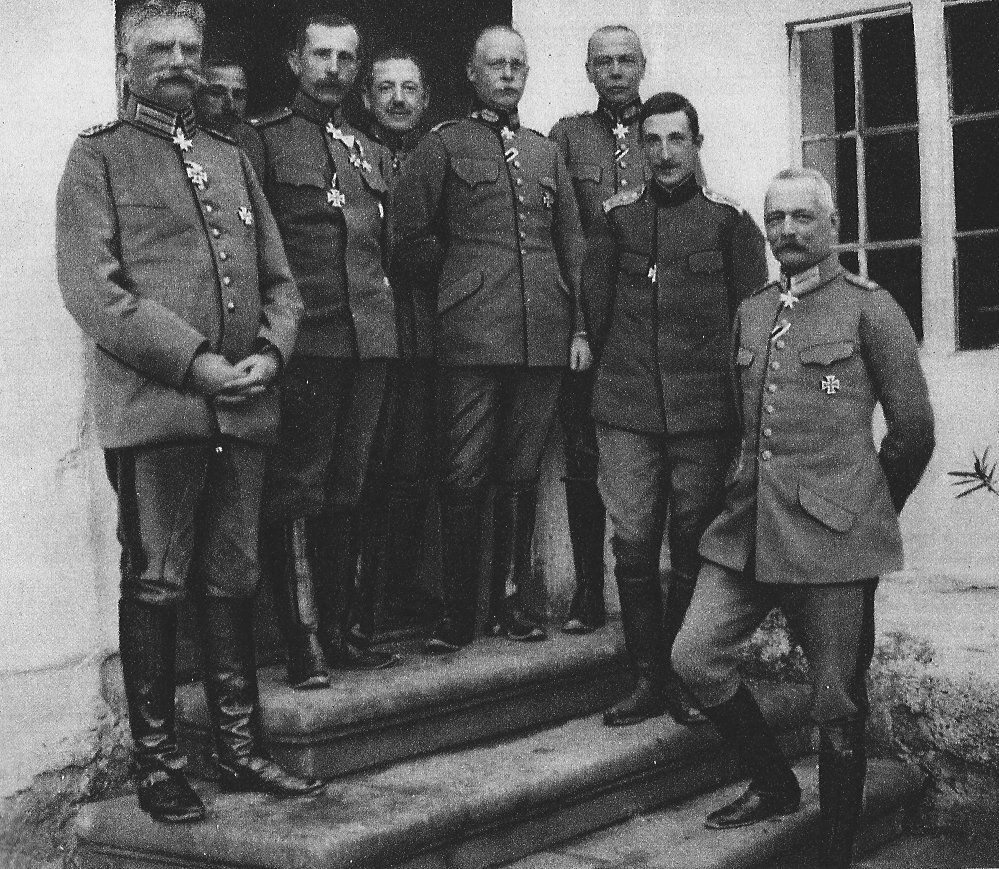
Die deutsche und bulgarische Oberste Heeresleitung in Paracin. v. r. n. l.: Erich von Falkenhayn, Kronprinz Boris von Bulgarien, Hans von Seeckt, Gerhard Tappen, die bulgarischen Generale Gantschew und Schekow, sowie August von Mackensen

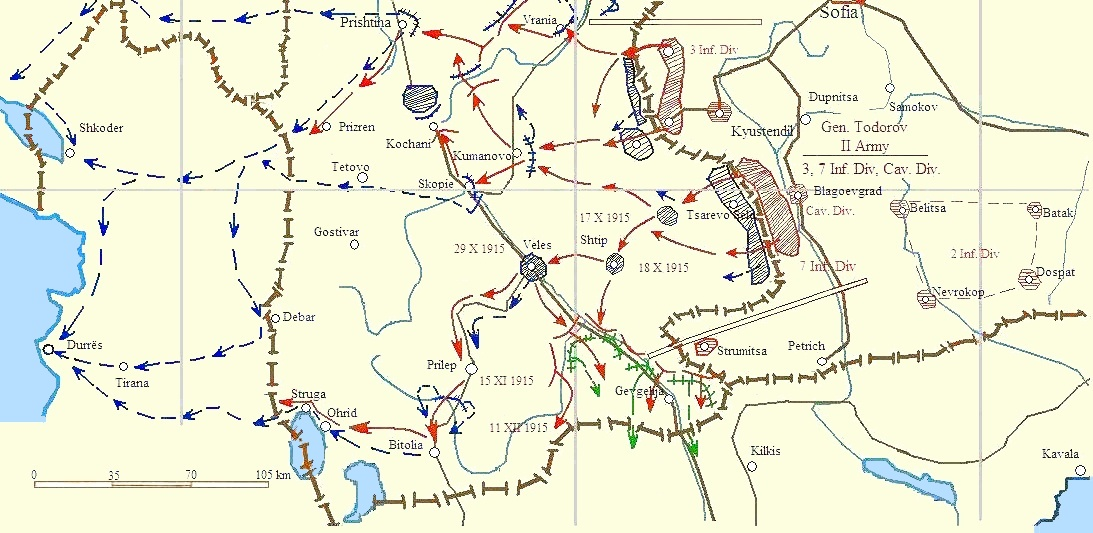
Operationen der bulgarischen 2. Armee

Die Serben strebten den Rückzug über das Gebirge nach Montenegro an. Die Jäger des Alpenkorps sollten das XXII. Reserve-Korps freimachen, das für einen Gebirgskrieg nicht entsprechend ausgerüstet war. Ab 13. November begann die weitere Verfolgung durch das Gebirge im Sandschak Novi Pazar, am 14. November kam es beim südlichen Vorstoß zu einem Gefecht an der Dedina Stolica. Die Gruppe des Obersten Below besetzte zusammen mit Teilen der 44. Reserve-Division Raška. Beim IV. Reserve-Korps erreichte die 105. Infanterie-Division Nisch und nahm Verbindung mit den Bulgaren auf. Das XXII. Reserve-Korps wurde durch das Alpenkorps verstärkt, gemeinsam mit der 44. Reserve-Division wurde östlich von Pavlica die Durchquerung des Ibartal erzwungen, und dahinter folgte die Gruppe Below zum Oberlauf des Jošanica-Baches.
Die Verfolgung durch die bulgarische 2. Armee unter General Todorow durch Makedonien erfolgte mit der 2., 7. und 11. Division sowie der 1. Kavallerie-Division. Am 16. November wurde Vranje, am 19. Veles und am 20. Kumanovo besetzt. Die 18. Gebirgsbrigade des VIII. Korps drang nach Kosutica nach. Die nicht für den Gebirgskrieg ausgestattete 43. Reserve-Division wurde über Kraljevo nach Kragujevac zurückgezogen. Die bulgarische 3. Division besetzte am 16. November Prilep, und die auf Priština verfolgende bulgarische 1. Armee (1., 9. und Teile der 8. Division) verfolgte die Nachhut der serbischen 2. Armee am Nordhang der Goljak Planina.
Am 17. November drang die k.u.k. 18. Gebirgs-Brigade im Raum östlich von Kosutica weiter vor, die Masse der 57. Division erreichte das Topicatal und holte die serbische Nachhut bei Lukovo ein. Das deutsche X. Reserve-Korps drängte die Armeegruppe Živković nach Prepolac zurück, die 103. Division besetzte Kursumlija. Die Nordgruppe der bulgarischen 2. Armee stand bei Kacanik und Gnjilac, und die bulgarische 8. Division drang über Kumanovo weiter auf Skoplje vor. Die Verfolgung der 11. Armee durch das Gebirge erreichte am 19. November die Linie Rudo - Priboj Novavaros-Sjenica-raske-Prepolac, die serbische 1. Armee war währenddessen über Novi Pazar und Kosovska Mitrovica abgezogen.
Am 20. November fand eine Besprechung der Mittelmächte im Hauptquartier in Teschen statt. Conrad wollte die Operationen nach Montenegro fortführen, um die rechte Flanke der Armee Kövess zu sichern, und am 23. November traf Falkenhayn mit dem türkischen Generalissimus Enver Pascha zusammen um die weitere Vorgehensweise abzustimmen.
Am 22. November durchdrang die Gruppe Blechinger der 62. Division die bosnische Sicherung (General Vučetić) südlich von Goražde. Am folgenden Tag drang Kalsers Division bei Priboj über den Uvac und den Lim vor, die Gruppe Reinöhl ging bei Prijepolje über diesen Abschnitt vor. Am 30. November überschritt die Gruppe Reinöhl den Limfluss bei Prijepolje, am 1. Dezember erreichte die Masse der 62. Division die zerstörte Brücke über die Čehotina, wo montenegrinische Nachhuten das andere Ufer verteidigen. Am 24. November wurde der Ibar bei Ribaric und die Grenze Montenegros erreicht. Die Montenegriner zogen sich auf den Lim zurück, die Höhen von Pljevlja wurden bis zuletzt gehalten. In grimmiger Kälte verfolgte die k.u.k. 62. Division (FML Kalser) den abziehenden Gegner nach Pljevlja und Prijepolje.
Am 25. November flutete die serbische 1. Armee, die Gruppe Živković, die 3. und 2. Armee über die Region Metohien, Andrijevica auf Podgorica zurück. Die serbischen Vorhuten, die über Gjakova, Prizren, Spas und Skutari zurückgegangen waren, erreichten bereits die Küste bei Alessio. Der Rückzug der Timokgruppe erfolgte über Tirana nach Elbasan. Die verfolgende k.u.k. 59. Division säuberte die Höhen südlich von Kosovska Mitrovica und stellte im Raum westlich von Priština die Verbindung zum deutschen IV. Reserve-Korps her. Die Vorhut der Gruppe Blechinger setzte die Verfolgung auf der Straße von Goražde bis 27. November nach Čajniče fort und wurde Anfang Dezember von der 209. Landsturm-Brigade abgelöst und für andere Aufgaben freigemacht.
Die Oberste Heeresleitung (OHL) hatte am 27. November die weitere Verfolgung der entkommenen serbischen Armee durch das Amselfeld (Kosovo Polje) einstellen lassen. Das Alpenkorps trat den Rückmarsch nach Kraljevo an, und die 103. Infanterie-Division marschierte nach Leskovac ab, wohin ihr später die 101. Infanterie-Division nachfolgte.

## Bildung der makedonischen Front
Am 6. November koordinierten die beiden Generalstabschefs Conrad von Hötzendorf und Falkenhayn in Pleß ihr künftiges Vorgehen im Serbienfeldzug. Die gemeinsam mit Bulgarien begonnene Offensive auf dem Balkan sollte nach dem Sieg über Serbien auch gegen die bei Saloniki gelandeten Ententetruppen weitergeführt werden. Falkenhayn stimmte dieser Vorgehensweise unter der Bedingung zu, dass es in allernächster Zeit gelingen werde, das serbische Heer zu vernichten und dass die alliierte Landung in Griechenland nicht den Charakter einer großangelegten Balkanoperation der Entente annehmen würde.
Die in Serbien eingesetzten bulgarischen Kräfte betrugen mittlerweile 264.000 Soldaten, die deutsche 11. Armee stand mit 116.000 Mann in Südserbien. Nach dem Fall von Nisch (5. November) zogen sich die Reste der serbischen Armee (etwa noch 150.000 Mann) durch das Tal von Beli Drin mit etwa 20.000 Kriegsgefangenen über die montenegrinischen und albanischen Berge zurück.
So drängten die Hauptkräfte Mackensens die Serben weiter bis in das Gebirge südlich der westlichen Morava zurück, dennoch blieb ein erwarteter Gegendruck der 1. bulgarischen Armee von Osten her fast vollständig aus. Zwar hatten General Bojadschiews Truppen bereits am 7. November zwischen Aleksinac und Niš die südliche Morava erreicht, wurden aber dort durch die starke Gegenwehr der serbischen Timokarmeegruppe und Mangels an Brückengerät gebunden und konnte erst am 10. des Monats wieder vorrücken.
Auf serbischer Seite kämpfte man weiter am Frontbogen Aleksinac – Kruševac – Kraljevo im Jastrebac-Gebirge gegen den langsam nachdrückenden Feind, denn die serbische Führung hoffte nach wie vor auf einen rettenden Vorstoß der alliierten Orientarmee. Da die französischen Kräfte nach Norden vorzustoßen und Hilfe zu bringen versuchten, drohte seit 3. November durch starke bulgarische Angriffe gegen die rechte Flanke die Abschneidung der gesamten französischen Truppen. Als Folge dieser Bedrohung befahl Sarrail einen Angriff der 156. Division nach Osten gegen die Südflanke der bulgarischen Streitkräfte, während die Bahnlinie zwischen der Tscherna und dem Vardar durch die 57. und einen Teil der 122. Division abgeschnitten werden sollte.
Am 12. November erteilte der französische Kriegsminister Gallieni General Sarrail per Depesche den Befehl, sich zur Deckung des serbischen Rückzuges nicht vor dem 23. November zurückziehen. Bulgarische Angriffe erzwangen bereits am 20. November den Rückzug der 122. Division südlich der Tscherna.
Bis Ende November verschlechterten sich die Wetterbedingungen, und kalter Regen und beginnende Schneesturm behinderten die Operationen.
Die bulgarische 2. Armee kämpfte mittlerweile an zwei Fronten, am südlichen Abschnitt mit der 2. Division gegen die aus dem Strumitzatal nach Norden vorgehenden Einheiten der Franzosen und anderseits mit der nach Nordwesten angesetzten Gruppe, die gegen die sich auflösende Südflanke der serbischen Hauptarmee vorging. Am 29. November besetzen bulgarische Truppen Prizren und machten dabei 17.000 Gefangene, kurz darauf wurde dort die Verbindung mit der österreichischen 57. Division hergestellt. Der rechte Flügel der bulgarischen 1. Armee begann mit der 7. Division den Angriff gegen die Flanke der Orientarmee an der Mündung der Cerna bei Demir Kapija. Seit dem 27. November drang die bulgarische 3. Division von Prizren und Gjakova her im Tal der Weißen Drin vor, sie stieß dabei am folgenden Tag und nochmals am 3. Dezember in die serbischen Rückzugskolonnen und konnte etwa 50.000 Gefangene machen.
Erst nachdem die Bulgaren am 4. Dezember Verstärkungen erhalten hatten, begannen sie mit neuerlichen Angriffen. Während des Rückzuges wurde auch die britische 10. (Irish) Division, welche die rechte Flanke der Orientarmee deckte, zwischen dem 6. bis 8. Dezember geworfen.

## Abschluss und Ergebnis

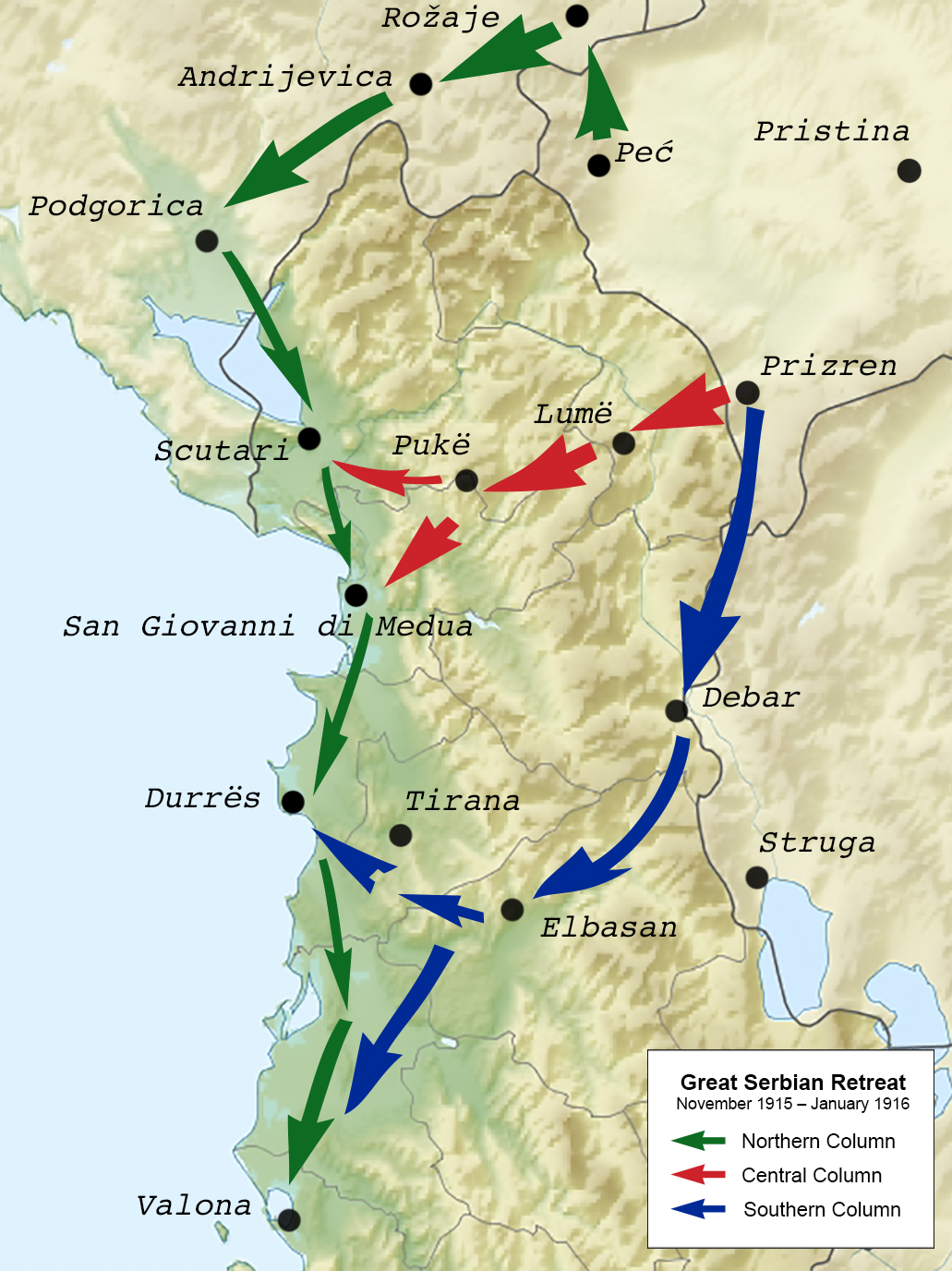
Rückzugsrouten der serbischen Armee, November 1915 bis Januar 1916

Am 7. Dezember traf der serbische König Peter in Skutari ein, dicht dahinter folgte das Gros des abgekämpften serbischen Heeres unter dem Kronprinzen Alexander. Die serbischen Gesamtverluste betrugen 94.000 Tote und 70.000 Verwundete, 120 Offiziere und 124.000 Mannschaften fielen als Gefangene neben 397 Geschützen, 48 MG, 12 Minenwerfern und zwölf Munitionswagen in Feindeshand. Die Hauptkolonne der sich über Peć und Andrijevica nach Skutari durch Montenegro und Albanien zurückziehenden serbischen Armee hatte dagegen zwischen 60.000 und 80.000 Mann verloren, die durch Erfrierung und Hunger starben. 15.000 Tote wurden zudem unter den Rekruten der Regierungs-Kolonne verzeichnet, in der sich auch der serbische König Peter I. sowie der aufgrund seiner gesundheitlichen Abgeschlagenheit in einer Sänfte über die vereisten Gebirgspfade getragene Woiwode Putnik befanden, die den Weg über Prizren und Debar nach Valona genommen hatten. Die Häfen von Durrës und Valona erreichten noch etwa 185.300 ausgezehrte serbische Soldaten. Nach Abschluss des Feldzugs erfolgte die Verlegung des deutschen IV. Reserve-Korps an die neue makedonische Front, wo es nach Abgabe der 107. Infanterie-Division im Frühjahr 1916 im Raum südlich Prilep im Stellungskrieg gegenüber Sarrails Orientarmee stand.
Die serbische Armee war seit Kriegsbeginn von etwa 420.000 auf 150.000 Mann zusammengeschmolzen. Das Königreich der Serben verlor 1,1 Millionen Einwohner, zumeist an ausbrechenden Epidemien. Ausgehend von 4,5 Millionen Einwohnern waren 275.000 Todesfälle und 133.148 Verwundete den militärischen Auseinandersetzung zuzuschreiben, 450.000 Zivilisten kamen wegen Nahrungsmittelknappheit und ausbrechende Epidemien ums Leben. Nach Angaben der New York Times waren 1915 allein an der Typhus-Epidemie 150.000 Menschen gestorben. Mit Hilfe des amerikanischen Roten Kreuzes und 44 ausländischer Regierungen konnte diese Epidemie vor Ende des Jahres unter Kontrolle gebracht werden.
Nach Angaben der jugoslawischen Regierung im Jahre 1924 verlor Serbien im Ersten Weltkrieg 365.164 Soldaten, oder 26 % aller mobilisierten Kräfte, während Frankreich 16,8 %, Deutschland 15,4 %, Russland 11,5 % und Italien 10,3 % ihrer eingesetzten Truppenmacht verlor. Am Ende des Weltkrieges gab es in Serbien 114.000 Invaliden und 500.000 Waisenkinder.

## Folgeoperationen

### Schlusskämpfe in Nordmakedonien
Am 4. Dezember erreichte die bulgarische 2. Armee mit der Kavalleriedivision Monastir und konnte die serbische Südgruppe unter General Vassic mit etwa 35.000 Serben von den Hauptkräften abschneiden, welche sich über Ochrid nach Süden absetzten.
Am 6. Dezember kam es bei Demirkapcu zu einem Nachhutgefecht. Die alliierten Verluste betrugen etwa 1.500 Mann und acht Geschütze. Am 8. Dezember führte die bulgarische Armee einen Generalangriff. General Mahon versuchte, seine defensive Operationen mit der zurückgehenden französischen Armee zu seiner Linken zu koordinieren, aber die gegenüberliegenden bulgarischen Kräfte waren den Briten vierfach überlegen. Danach ging auch die irische Division in Ordnung zurück.
Bis zum 12. Dezember war die Orientarmee über die griechische Grenze zurückgegangen, und General von Falkenhayn befahl den Abbruch der Verfolgung, um die griechische Neutralität zu erhalten. In Thrakien stellten die Türken zur Sicherung Istanbuls eine neue Armee auf. Am 20. Dezember räumten die Entente-Truppen die Stellungen bei Anaforta, am 9. Januar 1916 die Südspitze der Halbinsel bei Seddil Bahr. Am 21. Dezember marschierte das Alpenkorps über Nisch ab; da jedoch die Franzosen eine Bedrohung blieben, wurde das Korps noch zurückbehalten und verblieb bis zum Jahresende bei Leskovac in Bereitstellung.

### Nachspiel: Eroberung von Montenegro

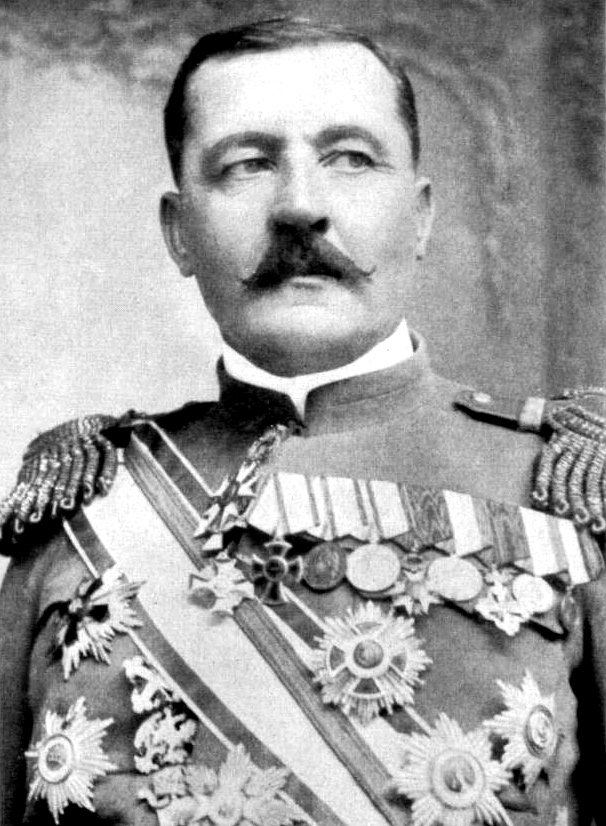
Der montenegrinische Oberbefehlshaber Janko Vukotic

Die k.u.k. 3. Armee (etwa 101.000 Mann und 1170 Reiter) begann am 15. Dezember 1915 eine weitere Angriffsphase mit dem Ziel der Eroberung von Montenegro. Das kleine Königreich verteidigte seine Nord- und Ostgrenze mit etwa 37.000 Mann.
Gegen die Nord- und Ostfront hatte das k.u.k. VIII. Armeekorps (Scheuchenstuel) anzugreifen, in drei Kolonnen aus der Linie Novi Pazar-Priština-Prizren angesetzt, wurde auch der serbische Rückzug über Podgorica auf Skutari erzwungen. Am rechten Flügel drang die 62. Division (FML Kalser von Maasfeld) gegen den Tara-Abschnitt und gegen die Höhen von Pljevlja vor.
Die k.u.k. 57. Division verfolgte die Serben über Priština, und in der Mitte wurde die 53. (Generalmajor Pongrácz) und 59. Division (FML Snjarić) auf Berane und Ipek angesetzt. Der Vormarsch erfolgte über Kraljevo nach Raska, die 53. Division stieß bei Ivenjica vor, die 57. Division kämpfte westlich von Rozaj gegen die Montenegriner, die 59. Division drang mit der 9. Gebirgs-Brigade auf Ipek.
Der Rückzug der geschlagenen serbischen Armee, der durch die Armee Montenegros in der Schlacht von Mojkovac am 6./7. Januar 1916 gegen die k.u.k. Armee gedeckt wurde, erfolgte zwischen dem 25. November 1915 und dem 15. Januar 1916 über die winterlich unzugänglichen Gebirge Montenegros und Albaniens.
Den Hauptangriff aus der Bucht von Kotor gegen die montenegrinische Westfront hatte das k.u.k. XIX. Armeekorps unter FML Trollmann zu führen, angesetzt waren dabei etwa 58.000 Mann. Den Angriff aus der Bucht von Cattaro führte die Gruppe des FML Bela von Sorsich (später 63. Division) mit 6.150 Mann und die Gruppe des FML Braun (später 47. Division) mit 16.500 Mann. Weiter nördlich operierte die selbständige Gruppe des Generalmajor Zhuber mit zwei Brigaden gegen Krivošije. Zwischen dem 8. und 11. Januar gelang den Bosniaken-Regimentern des k.u.k. XIX. Korps (Trollmann) die Eroberung des für unüberwindlich gehaltenen Lovcen-Massiv, am 13. Januar gelang der 47. Division unter General Weber von Webenau die Besetzung der gegnerischen Hauptstadt Cetinje. König Nikola I. kapitulierte und ergriff die Flucht.
Italien musste reagieren und ordnete die Absendung von Truppen nach Albanien an, um den weiteren Vorstoß der Österreicher an der Adriaküste zu stoppen. Der weitere Einmarsch in Nordalbanien erfolgte durch die 63. Division unter FML Sorsich, der am 6. Februar Kruja und am 9. Februar Tirana in österreichische Hand brachte. Eine Regenperiode, die albanischen Guerillakämpfer unter Essad Pascha sowie die Landung des italienischen XVI. Korps unter General Ferrero (später Bandini) im Raum Valona brachte den österreichischen Vormarsch nach der Besetzung von Durrës am 27. Februar zum vorläufigen Stillstand.